# Frendraught House

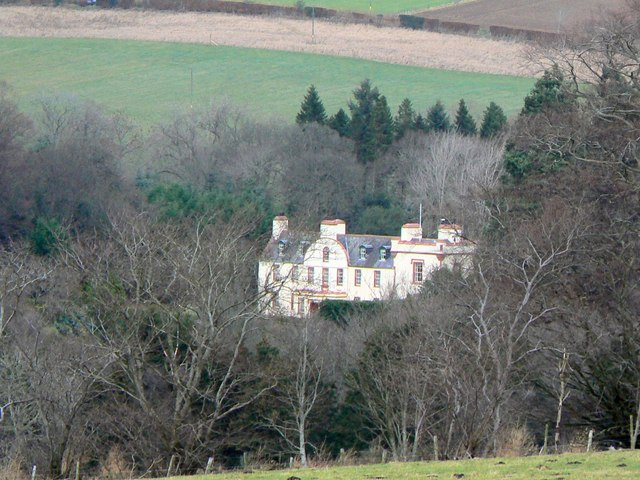
Frendraught House

Frendraught House ist ein Herrenhaus nahe der schottischen Ortschaft Huntly in der Council Area Aberdeenshire. 1971 wurde das Bauwerk in die schottischen Denkmallisten in der höchsten Denkmalkategorie A aufgenommen.

## Geschichte
Am Standort des heutigen Frendraught House befand sich spätestens seit dem 14. Jahrhundert ein Tower House namens Frendraught Castle. Bei einem Besuch des Tower House belehnte der schottische König Jakob V. James Crichton mit der Länderei. Im Oktober 1630 brannte die Festung nieder, wobei mehrere Adlige ums Leben kamen. Hieran erinnert die Ballade The Fire of Frendraught. 1656 wurde der Turm neu errichtet. Die letzten Überreste des alten Tower House wurden 1947 abgetragen.
Frendraught House wurde 1753 an das Tower House angebaut. Um 1800 wurde ein Flügel ergänzt. Ein Eckturm wurde um 1842 durch Aufstockung hinzugefügt. In derselben Bauphase wurde der Eingangsbereich überarbeitet.

## Beschreibung
Das Herrenhaus steht weitgehend isoliert rund neun Kilometer östlich von Huntly. Seine südexponierte Hauptfassade ist sieben Achsen weit. Es tritt ein drei Achsen weiter Mittelrisalit heraus, der mit einem rundbogigen Giebel schließt. Der Eckturm rechts ist mit kleinen Ecktourellen und Zinnen ausgestaltet. Die Fassaden von Frendraught House sind mit Harl verputzt.